# Sign (Rayの曲)
『sign』（サイン）は、日本の歌手・Rayのデビューシングル。

## 概要
2012年2月8日、ジェネオン・ユニバーサルから発売された。収録曲のうち、表題曲「sign」はテレビアニメ『あの夏で待ってる』のオープニングテーマに使用された。
このシングルは初回限定盤と通常盤の2形態でリリースされた。このうち、初回限定盤には「sign」のミュージック・ビデオを収録したDVDが付属されている。なお、ミュージック・ビデオでRayが着用している制服は『あの夏で待ってる』に登場する架空の高校・小諸学園のものと同一である。

## 収録曲
1. sign [4:44]
  - 作詞：KOTOKO、作曲：折戸伸治、編曲：高瀬一矢
  - テレビアニメ『あの夏で待ってる』オープニングテーマ
2. 向日葵 [5:24]
  - 作詞：川田まみ、作曲・編曲：C.G mix
3. sign（instrumental）
4. 向日葵（instrumental）

## 楽曲解説
sign
『あの夏で待ってる』の舞台である長野県の風景を連想させる言葉が多く盛り込まれた歌詞と、疾走感と清涼感があるサウンドが織り成す、ノスタルジックかつ爽やかなポップ・ソング。hotexpressの平賀哲雄は「照り付ける太陽にどこまでも広がる青空、更に夏の恋心までも想起させる歌」と評している。
向日葵
「sign」とは異なり、初々しさに加えて切なさが感じられる曲。Ray曰く、『あの夏で待ってる』の登場人物・谷川柑菜になった気持ちでレコーディングに臨んだという。